# 韋耶角
66°29′S 61°42′W / 66.483°S 61.700°W

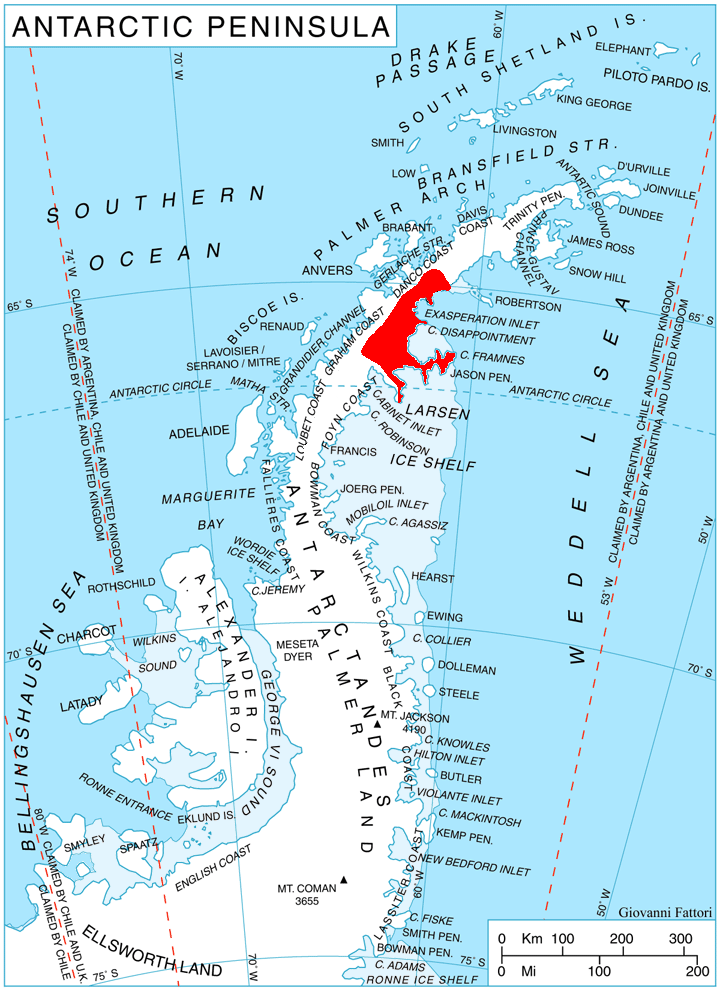

韋耶角（英語：Veier Head）是南極洲的海岬，位於葛拉漢地東岸，是賈森半島的最南端，在1893年12月9日由挪威探險家發現，現時由南極條約體系管理。